# Wesley Harms
Wesley Harms (Alkmaar, 11 juni 1984) is een Nederlands voormalig profdarter. Zijn grootste prestatie was het halen van de halve finale op het WK van de British Darts Organisation, Lakeside. In die halve finale verloor Harms van de latere runner-up Tony O'Shea. De 5-voudig Grand Slam-finalist verloor in die finale van de 25-jarige Nederlander Christian Kist die het toernooi via de kwalificatie haalde. Zijn bijnaam is Sparky omdat hij een elektricien is. In 2013 won hij de WDF World Cup Singles door in de finale Stephen Bunting met 7-6 te verslaan. Op 19 januari 2020 won hij een tweejarige tourkaart van de PDC tijdens de PDC Q-School en verlaat door deze prestatie de BDO. Hij heeft echter na de corona-uitbraak niet meer op het PDC circuit gespeeld, en verloor dus ook zijn tourkaart.

## Resultaten op Wereldkampioenschappen

### BDO
- 2012: Halve finale (verloren van Tony O'Shea met 5-6)
- 2013: Halve finale (verloren van Tony O'Shea met 4-6)
- 2014: Laatste 16 (verloren van Tony Eccles met 3-4)
- 2015: Laatste 32 (verloren van Jeff Smith met 1-3)
- 2016: Kwartfinale (verloren van Jamie Hughes met 1-5)
- 2017: Laatste 32 (verloren van Krzysztof Ratajski met 0-3)
- 2018: Laatste 32 (verloren van Wayne Warren met 1-3)
- 2019: Laatste 16 (verloren van Willem Mandigers met 2-4)
- 2020: Laatste 16 (verloren van Scott Waites met 2-4)

### WDF
- 2013: Winnaar (gewonnen in de finale van Stephen Bunting met 7-6)
- 2015: Laatste 16 (verloren van Larry Butler met 1-4)
- 2017: Laatste 32 (verloren van Ricardo Pietreczko met 3-4)

## Gespeelde finales hoofdtoernooien
BDO/WDF
| Resultaat | Nr. | Jaar | Kampioenschap         | Tegenstander    | Score | Variant |
| Winnaar   | 1.  | 2013 | WDF World Cup Singles | Stephen Bunting | 7 – 6 | Legs    |